# Jaromír Šimůnek
Jaromír Šimůnek (* 2. Februar 1955 in Semily) ist ein früherer tschechischer beziehungsweise bis zur Trennung der Tschechoslowakei tschechoslowakischer Biathlet.
Jaromír Šimůnek lebt in Jablonec nad Nisou und arbeitet als Trainer. Er war für SKP Jablonex aktiv. Seine erste internationale Meisterschaften wurden die Biathlon-Weltmeisterschaften 1978 in Hochfilzen, bei denen er 25. des Einzels wurde. Ein Jahr später belegte er in Ruhpolding die Ränge sechs im Einzel und sieben im Sprint sowie in der Staffel gemeinsam mit Jiří Suchánek, Peter Zelinka und Zdeněk Pavlíček. Bei den Olympischen Winterspielen 1980 lief er im Sprint auf Platz 16 und wurde mit Josef Skalník, Zelinka und Zdeněk Hák Staffel-Elfter.
Im Jahr nach den Olympischen Spielen wurden die Weltmeisterschaften 1981 in Lahti Saisonhöhepunkt. Šimůnek kam nur in der Staffel zum Einsatz, die in der olympischen Besetzung antrat und bei der Šimůnek Startläufer war. Sie beendete das Rennen auf dem siebten Platz. Bei den Weltmeisterschaften 1982 in Minsk wurde der Tscheche 31. des Einzels und 24. des Sprintrennens. In Antholz bestritt er 1983 alle drei Rennen, bei denen er 35. des Einzels, 28. des Sprints und mit Vítězslav Jureček, Skalník und Jan Matouš Sechster in der Staffel wurde. 1984 trat Šimůnek zum zweiten Mal bei Olympischen Spielen an. In Sarajevo erreichte er den 25. Platz im Einzel und wurde mit Hák, Zelinka und Matouš Sechster des Staffelwettkampfes. Seine sechsten Weltmeisterschaften lief der Tscheche 1985 in Ruhpolding. Er wurde 24. des Einzels und mit Vladimír Pospíchal, Hák und Matouš wieder Sechster im Staffelrennen. Dieses Resultat erzielte Šimůnek auch 1986 in Oslo mit Matouš, Hák und Jiří Holubec im Staffelrennen, zudem wurde er im Einzel wie im Sprint 15. 1987 trat er in Lake Placid zum achten und letzten Mal bei Biathlon-Weltmeisterschaften an. Im Einzel erreichte er den 46., im Sprint den 47. Platz. Letztes Großereignis wurden die Olympischen Winterspiele 1988 von Calgary. Šimůnek kam einzig im Sprint zum Einsatz, wo er den mit dem Kanadier Glenn Rupertus geteilten 34. Platz belegte. Im Biathlon-Weltcup belegte der Tscheche in seiner Karriere immer wieder gute Ergebnisse, so einen fünften Platz in einem Sprint 1984 in Falun. Nach den Olympischen Spielen 1988 beendete er zunächst seine Karriere.
Zehn Jahre nach seinem Rücktritt feierte Šimůnek sein Comeback, nun im Crosslauf-Sommerbiathlon. In Osrblie trat er 1998 bei seinen ersten Sommerbiathlon-Weltmeisterschaften an und wurde 23. des Sprints und 34. der Verfolgung. Mit Roman Dostál, Miroslav Bárta und Zdeněk Vítek wurde er zudem Zehnter im Staffelrennen. Zwei Jahre später lief der Tscheche in Chanty-Mansijsk im Sprint auf Platz 34. Letztmals nahm er 2003 in Forni Avoltri an einer Sommer-WM teil. Im Sprint wurde er wie drei Jahre zuvor 34., verbesserte sich im Verfolgungsrennen auf den 25. Platz und wurde mit Luboš Schorný, Miroslav Balatka und Petr Graclik im Staffelrennen Fünfter. Letzte internationale Meisterschaften der Karriere wurden die erstmals ausgetragenen Sommerbiathlon-Europameisterschaften 2004 in Clausthal-Zellerfeld, wo er mit 49 Jahren der mit Abstand älteste Teilnehmer war. Im Sprint belegte er den 15. Platz und wurde im darauf basierenden Verfolgungsrennen 12. Zudem verpasste er mit Michaela Balatková, Pavla Matyášová und Schorný um 3,1 Sekunden gegen die Staffel der Slowakei eine Medaille im Mixed-Staffelrennen. Seine letzten internationalen Rennen bestritt Šimůnek 2006 als Skilangläufer bei FIS-Rennen in Horní Mísečky.

## Biathlon-Weltcup-Platzierungen
Die Tabelle zeigt alle Platzierungen (je nach Austragungsjahr einschließlich Olympische Spiele und Weltmeisterschaften).
- 1.–3. Platz: Anzahl der Podiumsplatzierungen
- Top 10: Anzahl der Platzierungen unter den ersten zehn (einschließlich Podium)
- Punkteränge: Anzahl der Platzierungen innerhalb der Punkteränge (einschließlich Podium und Top 10)
- Starts: Anzahl gelaufener Rennen in der jeweiligen Disziplin

| Platzierung                                                          | Einzel | Sprint | Verfolgung | Massenstart | Staffel | Gesamt |
| -------------------------------------------------------------------- | ------ | ------ | ---------- | ----------- | ------- | ------ |
| 1. Platz                                                             |        |        |            |             |         |        |
| 2. Platz                                                             |        |        |            |             |         |        |
| 3. Platz                                                             |        |        |            |             |         |        |
| Top 10                                                               | 1      |        |            |             | 5       | 6      |
| Punkteränge                                                          | 8      | 8      |            |             | 6       | 22     |
| Starts                                                               | 19     | 16     |            |             | 6       | 41     |
| Stand: Daten nicht komplett; einschließlich WM- und Olympiaresultate |        |        |            |             |         |        |